# Látó Anna
Látó Anna, álneve Gyulai Anna, (Komandó, 1906. július 8. – Kolozsvár, 1993. június 8. előtt) erdélyi író, újságíró, szerkesztő, műfordító. Erdélyi László neje, Jánosi János anyja.

## Életútja
Brassóban végezte a gimnáziumot, Budapesten érettségizett (1924), a bécsi egyetemen hallgatott pedagógiát és lélektant, Alfred Adler tanítványa. Pályáját a Brassói Lapok újságírójaként kezdte, a lap budapesti tudósítója (1932–39). A fasizmus elől Angliába menekült, ahol a II. világháború alatt háztartási alkalmazottként belülről ismerte meg az angol polgári család életét. Kolozsvárra hazatérve a Dolgozó Nő belső munkatársa, főszerkesztője (1947–53), majd az Utunk szerkesztője, irodalmi titkára (1953–63).
Zenei, színházi, irodalmi tudósítások, személyi életképek szerzője, novellaíró. Szolgálni mentünk Angliába című riportregényéről (1957) írja Aszódy János a Korunkban: "...olyan könyvet még egyetlen kiadó sem adott a kezünkbe, amelyben egy cseléd-vízumos bevándorló hitelesen, lehiggadtan, a krónikás tárgyilagosságával, de ugyanakkor a vérbeli riporter szenvedélyével számol be arról, hogy milyen az élet az angol kispolgár ebédlőjében, hálószobájában, konyhájában, milyen a háborús Angliában egy lelencház, öregek otthona vagy a gyárnegyed és maga – a gyár." Szubjektív monográfia Honvágyam hiteles története (1981) című munkája is, egy háromszéki fatelep alapításának, úttörő faiparának fejlődésrajza a gyermekkori emlékezés tükrében, "fakósárga levéltári okmányok, apám feljegyzései, szájhagyományok, negyedszázadnyi személyes tapasztalat" alapján.
Angolból magyarra fordította Somerset Maugham Sör és tea vagy a család szégyene (1967) és Aldous Huxley Pont és ellenpont (Budapest, 1983) című regényét.

## Kötetei
- Barátaim. Arcképek; Irodalmi és Művészeti Kiadó, Bukarest, 1956
- Szolgálni mentünk Angliába; Állami Irodalmi és Művészeti Kiadó, Bukarest, 1957
- Honvágyam hiteles története. Szubjektív monográfia; Kriterion, Bukarest, 1981
- A különvonat utasai; Kriterion, Bukarest, 1984

## Kapcsolódó információk
- Aszódy János: A jó riport méltatása. Korunk, 1958/8.
- Márki Zoltán: A honvágy fölkutatása. Előre, 1982. február 24.